# Adoración de los pastores (Domenichino)
La pintura de la Adoración de los Pastores de hacia 1607-10 por el maestro italiano Domenichino del siglo XVII está desde 1971 en la Galería Nacional de Escocia en Edimburgo, y anteriormente estuvo en la Dulwich Picture Gallery de Londres. 

## Descripción
La pintura muestra una representación bastante convencional de esta escena muy común, con algunos detalles inusuales. El número de pastores es bastante grande, llegando a los nueve y la postura del pastor que señala al niño Jesús mientras mira por encima del hombro fuera del espacio de la imagen, sugiere que están llegando más. O posiblemente haya visto acercarse a los Magos, los próximos en llegar según la narrativa tradicional. Se muestra a San José, a menudo una figura bastante superflua en las pinturas de la Natividad, llevando heno, supuestamente para alimentar al buey y al asno, en el fondo, llenando así un espacio en la composición, y tal vez distraerlos de unirse a la música de la gaita. La relegación del buey y el asno a un fondo poco iluminado es típica de las composiciones del siglo XVII.
Se muestra a un pastor colocado prominente en el lado izquierdo del grupo tocando su gaita. Aunque los pastores a veces llevan instrumentos musicales, a menudo con gaitas (ver la galería a continuación), se les muestra con menor frecuencia tocándolas en este momento solemne, a diferencia de la escena anterior de la Anunciación a los pastores, donde un ángel se les aparece cuando están con sus rebaños. Si la música se muestra al lado de la cuna, es más frecuente que la produzcan los ángeles. Una miniatura encantadora pero atípica en la pintura flamenca La Flora Hours en el siglo XV en Nápoles muestra a un pastor tocando su gaita mientras sus dos compañeros bailan para el niño Jesús y una Virgen María encantada se sienta a un lado. Fuera de su pintura, Domeninchino tenía un gran interés en los instrumentos musicales y su diseño, que a veces reflejan sus pinturas. Él diseñó e incluso construyó instrumentos destinados a tocar música antigua.

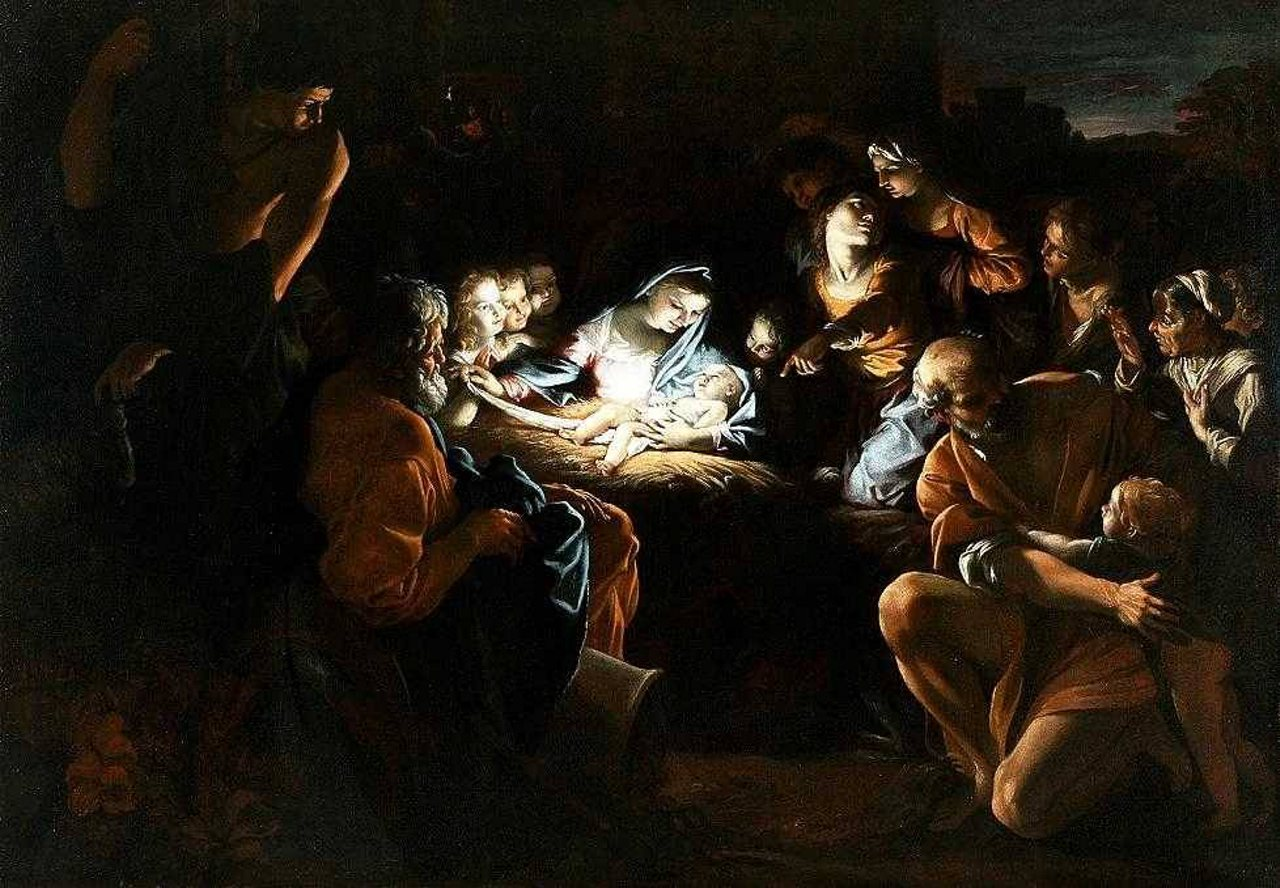
La Adoración de Giovanni Lanfranco en el Castillo de Alnwick, 1607–08

La inclusión del perro de pastor, especialmente justo al lado de la cuna, es inusual, aunque los pastores muy a menudo tienen uno en las escenas de la Anunciación, y algunas veces llevan un cordero a la cuna como regalo; aquí la paloma que sostiene el niño en primer plano tiene la intención de representar un regalo. En el siglo XVII, los pastores a menudo se agolpan alrededor de la cuna, como aquí, y María les muestra a su hijo. Sin embargo, su gesto de levantar una tela, revelando una vista completa de un Jesús desnudo, incluido su pene, es inusual en el arte de esta fecha. En la época medieval tardía, las imágenes del infante Jesús a menudo mostraban sus genitales por razones teológicas, pero en la Contrarreforma los intérpretes clérigos de los vagos decretos sobre el arte del Concilio de Trento desalentaron esto, como San Carlos Borromeo. 

## Modelo de Carracci
El historiador del arte del siglo XVII Gian Pietro Bellori hace la primera mención de este trabajo y lo describe como una copia de una obra perdida de Annibale Carracci. Domenichino había aprendido en Bolonia con el hermano de Annibale, Ludovico Carracci, y después de mudarse a Roma en 1602 se unió al círculo de Annibale, quien ya se había mudado allí cuando Domenichino comenzó a trabajar con Ludovico. En este período relativamente temprano de su carrera, Domenichino copió varias obras de Annibale, y la declaración de Bellori ha sido generalmente aceptada. Sin embargo, parece que Bellori probablemente nunca vio el original de Carracci, y no se ha encontrado documentación cierta para su historia posterior. Existe evidencia relacionada con el desarrollo de la composición en forma de una serie de dibujos de Annibale y Domenichino, y dos pinturas de Giovanni Lanfranco, otro joven artista en el círculo, que se basan en el Carracci perdido (uno conocido solo de una copia adicional).
Ha habido una gran cantidad de discusiones académicas sobre el tema, sin que se haya encontrado un consenso claro en cuanto a qué tan cerca está la composición de Domenichino de los perdidos Carracci. El Lanfranco principal, ahora en el castillo de Alnwick, está claramente relacionado con el Domenichino, pero tiene diferencias sustanciales, está en un formato horizontal y sin ninguna de las posturas de las figuras exactamente iguales, y varias sustancialmente diferentes. La posibilidad sigue siendo que Bellori estaba "ligeramente equivocado" y que el fantasma de la Adoración de Carracci nunca se pintó y que Domenichino solo estaba trabajando con dibujos de Carracci, quien pintó poco después de una enfermedad grave en 1605, pero produjo un grabado de este tema aproximadamente en 1606.
La mayoría de la gran colección de dibujos dejados por Domenichino pasaron por la Colección Albani antes de terminar en la Colección Real Británica, comprada para Jorge III; hay más de 1.750 hojas en el castillo de Windsor hoy día. Estas incluyen una hoja con estudios de las figuras de Edimburgo de José en un lado y el gaitero en el otro. Los diferentes académicos pueden considerar los dibujos como copias de algo ya existente, bocetos en los que un artista elabora algo nuevo, o adaptaciones que son algo intermedio, y esta ambigüedad ha afectado la discusión de esta pregunta. Hugh Brigstocke, en el catálogo de la Galería Nacional de Escocia, ve esta hoja como estudios realizados por Domenichino para nuevas figuras para su versión de la composición de Carracci, después de que Domenichino decidiera agregar el gaitero para fortalecer la composición, lo que requería una nueva posición para José. Otros detalles, como el niño con la paloma, están tomados de otros dibujos de Annibale Carracci.

## Historia
La historia de la pintura antes de 1813 no está clara y se complica por la posible confusión con el modelo perdido de Annibale Carracci. Hay un grabado de la pintura, descrito por Domenichino, que sin embargo omite ciertos detalles, sugiriendo que se hizo a partir de un dibujo preparatorio que también carece de estos. Domenichino es mencionado por Bellori y descrito como una copia de un Carracci, que Bellori probablemente nunca había visto. En su libro de biografías de artistas publicado en 1672, dijo que el Domenichino había salido recientemente de Roma hacia Francia. André Félibien registra un Nacimiento atribuido a Annibale Carracci, que puede ser el original o la copia, y se encuentra en la gran colección de Jean-Baptiste Colbert (1619–83), el famoso ministro de finanzas de Luis XIV. Según Pierre-Jean Mariette, la imagen en el grabado pertenecía a la Colección Orleans, aunque no parece encontrarse en ninguno de los inventarios. Esta colección había recibido una adición significativa del heredero de Colbert, Jean-Baptiste Colbert, Marqués de Seignelay. La mayoría de las pinturas de la Colección Orleans se llevaron a Londres y se dispersaron durante la Revolución Francesa, pero nuevamente esta pintura no es identificable entre los registros de ventas y otras transacciones que registran este proceso.
La historia de la pintura es cierta después de que apareciese en una lista de 1813 de las pinturas legadas al Alleyn's College, la organización benéfica propietaria de Dulwich College, una escuela en los suburbios de Londres, por Sir Francis Bourgeois en 1811. Aquí fue descrito como realizado por Annibale Carracci y solo finalmente fue confirmado como un Domenichino en 1906–7 por Hans Tietze, una atribución desde entonces aceptada por todos los escritores. La Galería de imágenes de Dulwich se fundó para albergar el legado de los burgueses y otras obras de arte propiedad de la organización benéfica, y la pintura se mantuvo allí hasta que fue vendida con gran controversia por los fideicomisarios en 1971. Fue vendida en una subasta en 100,000 libras por Sotheby's London el 24 de marzo de 1971 y comprada por la National Gallery of Scotland. La venta fue objeto de un debate de aplazamiento en la Cámara de los Comunes el 13 de mayo de 1971, donde tanto los fideicomisarios como el ministro cuyo consentimiento había sido necesario para que se produjera la venta fueron criticados por el diputado George Strauss, especialmente por publicitar la venta tres semanas antes de la subasta. Durante un mes de Navidad y Año Nuevo en 2011/12, la pintura regresó a Dulwich como parte de las celebraciones del bicentenario de la galería.
La imagen está en buenas condiciones, pero los azules en las túnicas de la Virgen y el pastor que están a la derecha, así como el amarillo del niño que sostiene la paloma, han sido "afectados por el cambio químico".

## Galería
Una serie de pinturas de las décadas de 1530 y 1540 muestran a un pastor con los fuelles de la gaita inflados, y el cantor tocando, pero la boquilla en realidad no está siendo soplada. 

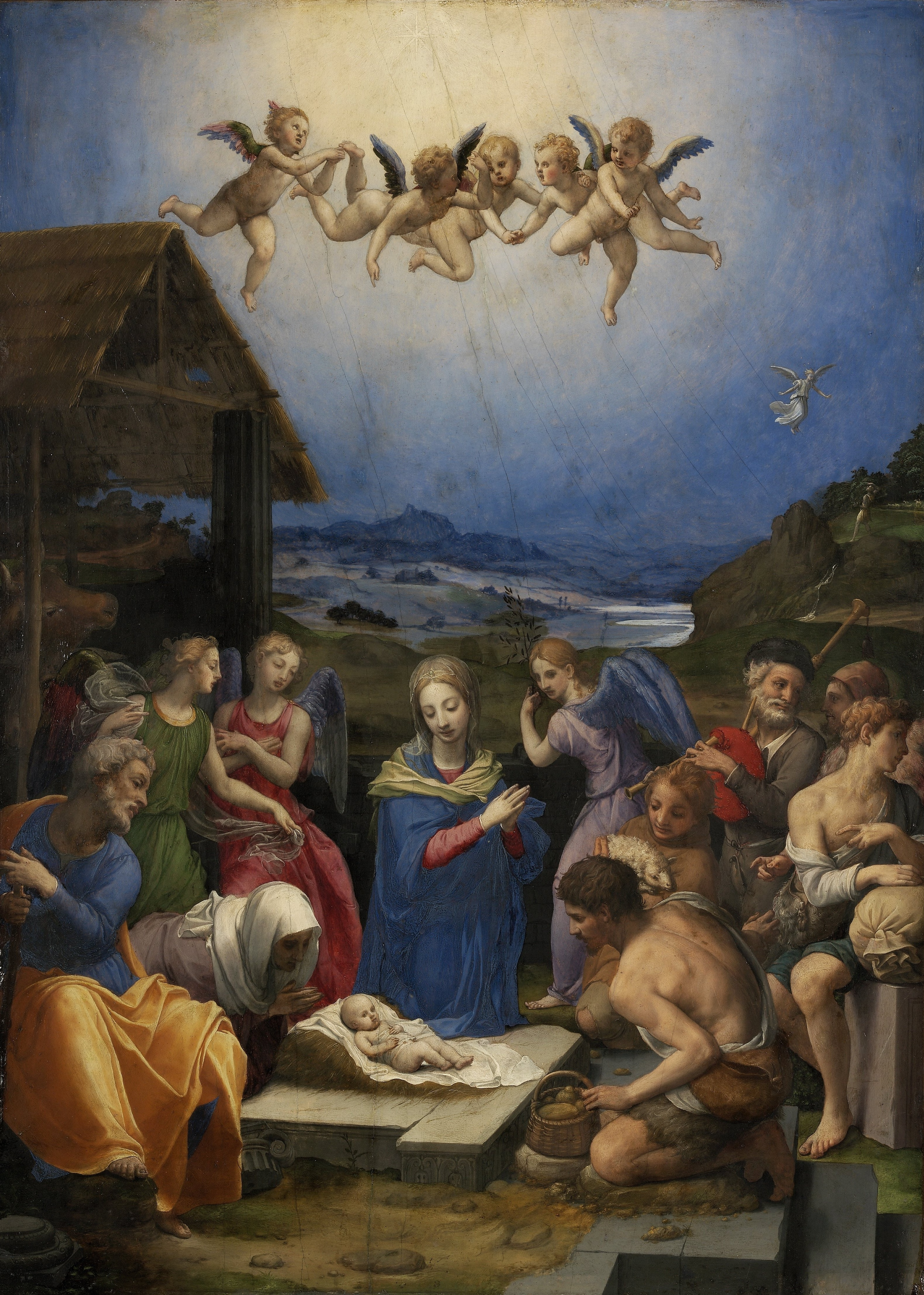
Angelo Bronzino, 1539-40
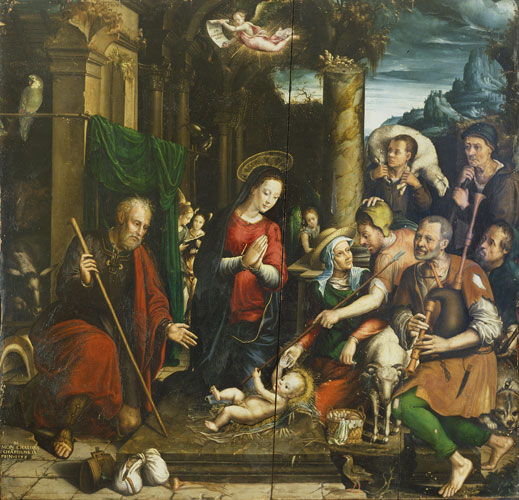
Simon de Châlons, 1548
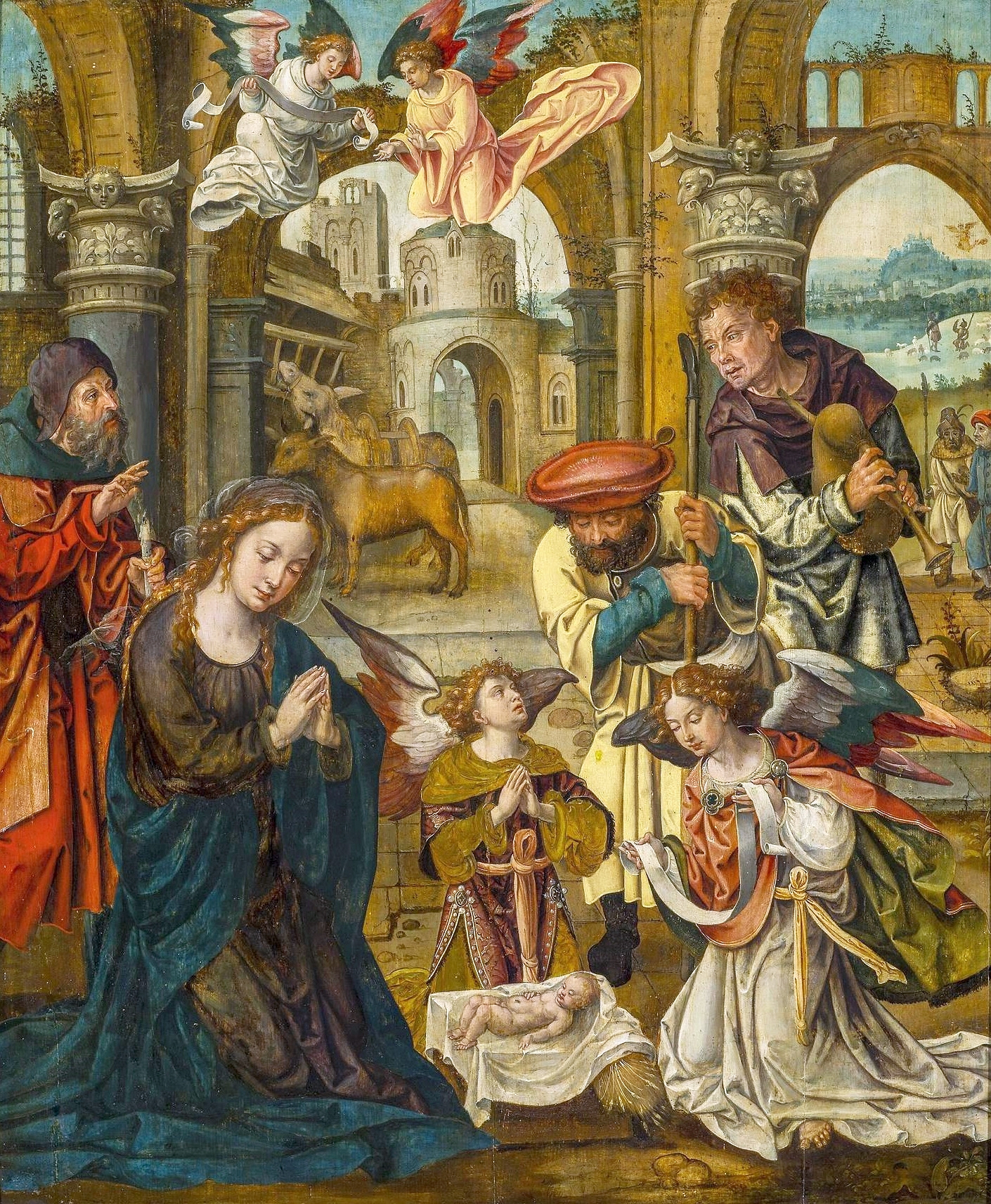
Pieter Coecke van Aelst, años 1540